# Sagona (épave)

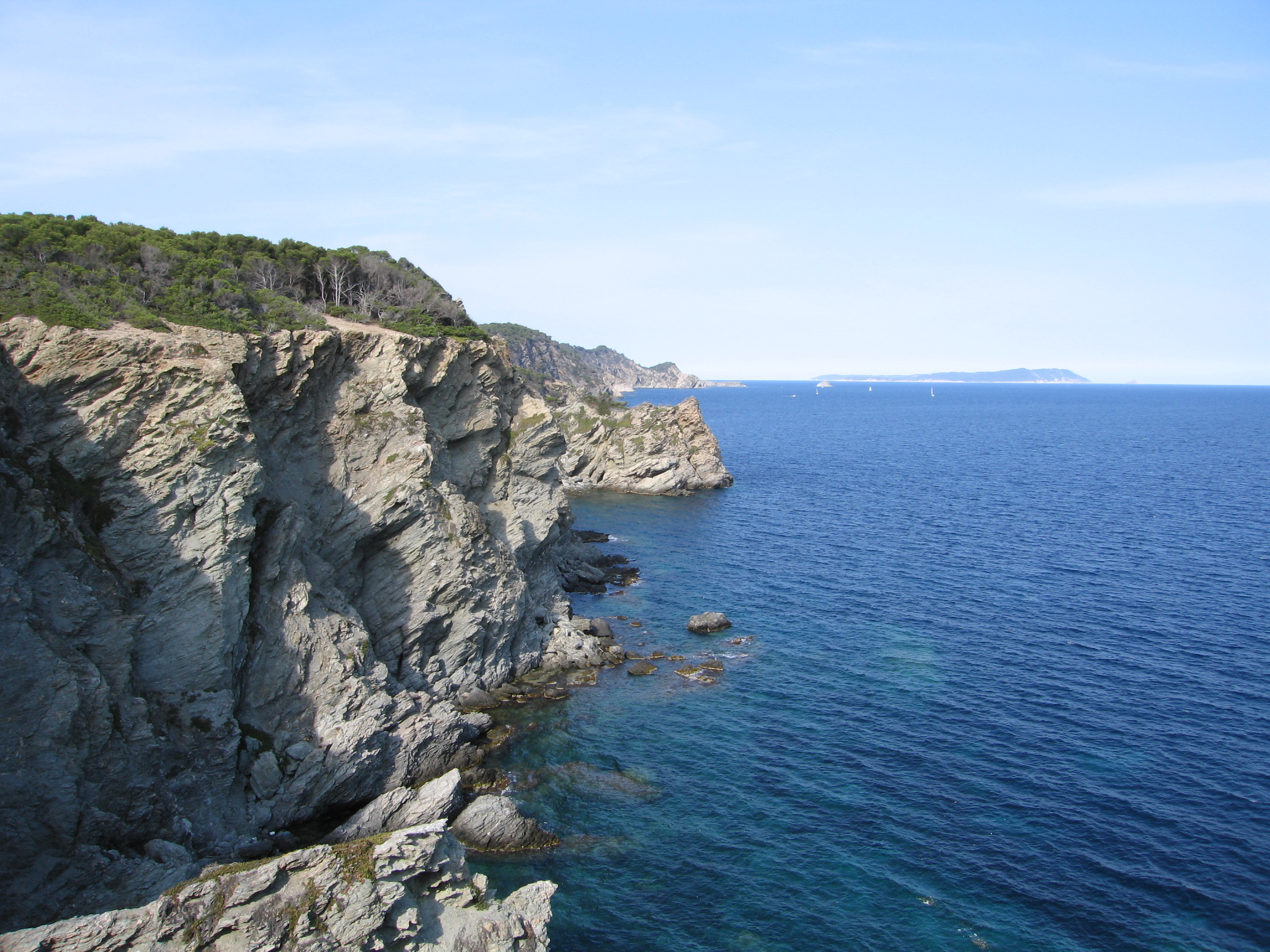
Sud de Porquerolles

Le Sagona, dit le Grec, est une épave de cargo coulé par une mine en 1945 et située entre les iles de Port-Cros et Porquerolles. C'est une des épaves réputées en mer Méditerranée.

## Histoire
Baptisé Sagona lors de sa construction en 1912 à Dundee par Dundee Shipbuilding Co. Initialement enregistré à Londres, il est transféré à Saint-Jean, Terre-Neuve sous la propriété jointe de Newfoundland Produce Company, d'une branche de Crosbie Co et de Holmwood and Holmwood où il est intégré à un service de traversiers et de caboteurs en liaison avec le réseau ferroviaire de l'île. Le cargo va changer plusieurs fois de propriétaires : la Reid Newfoundland Company (en) en 1914, puis le gouvernement de Terre-neuve qui en devient propriétaire en 1923 et le confie à la Newfoundland Railway (en). Le Sagona est notamment utilisé pour les campagnes printanières de chasse au phoque. En 1931, il participe au sauvetage des rescapés du Viking (en). 
En 1941 il est vendu à la Colliford Clarke Company de Londres puis à une compagnie grecque, Zaratti S.S. Co.
Il est surnommé le Grec car au moment du naufrage l'équipage et les papiers de bord étaient de cette nationalité.

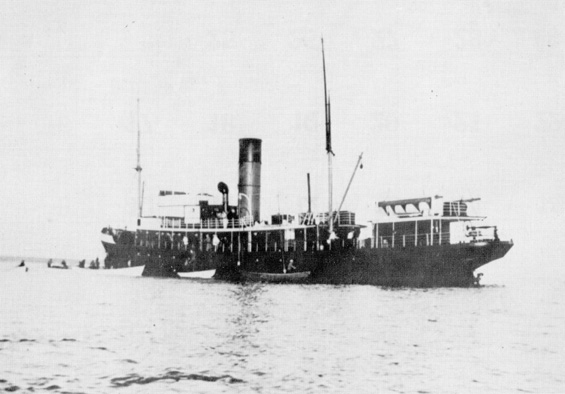
Le SS Sagona à Terre-Neuve, entre 1912 et 1941.

## Naufrage
Le 3 décembre 1945, chargé de vin, le Sagona, battant pavillon panaméen, s'engage dans la passe entre les îles de Port-Cros et Porquerolles. Il mesure 54 mètres de long pour 8,5 mètres de large et jauge 808 tonneaux. Il touche une mine par bâbord et coule immédiatement, l'accident faisant deux morts et un disparu.
Le 10 novembre 1945, le Donator avait coulé dans les mêmes conditions.

## Plongée
L'épave située au coordonnée 42° 59′ 38,63″ N, 6° 16′ 44,88″ E est un site de plongée célèbre à l'est de l'île de Porquerolles. Située à 1 600 m du rivage, elle est difficile à localiser. La plongée sur l'épave s'effectue entre 35 m et 47 m. Les points d'intérêt de l'épave sont : les coursives, les cales, le treuil, l'hélice, la cheminée. La vie s'est bien développée sur l'épave : gorgones rouges, bancs de poissons, mérous, murènes, pélagique en chasse.
Comme sur le Donator, le mât est tombé et gît sur bâbord.

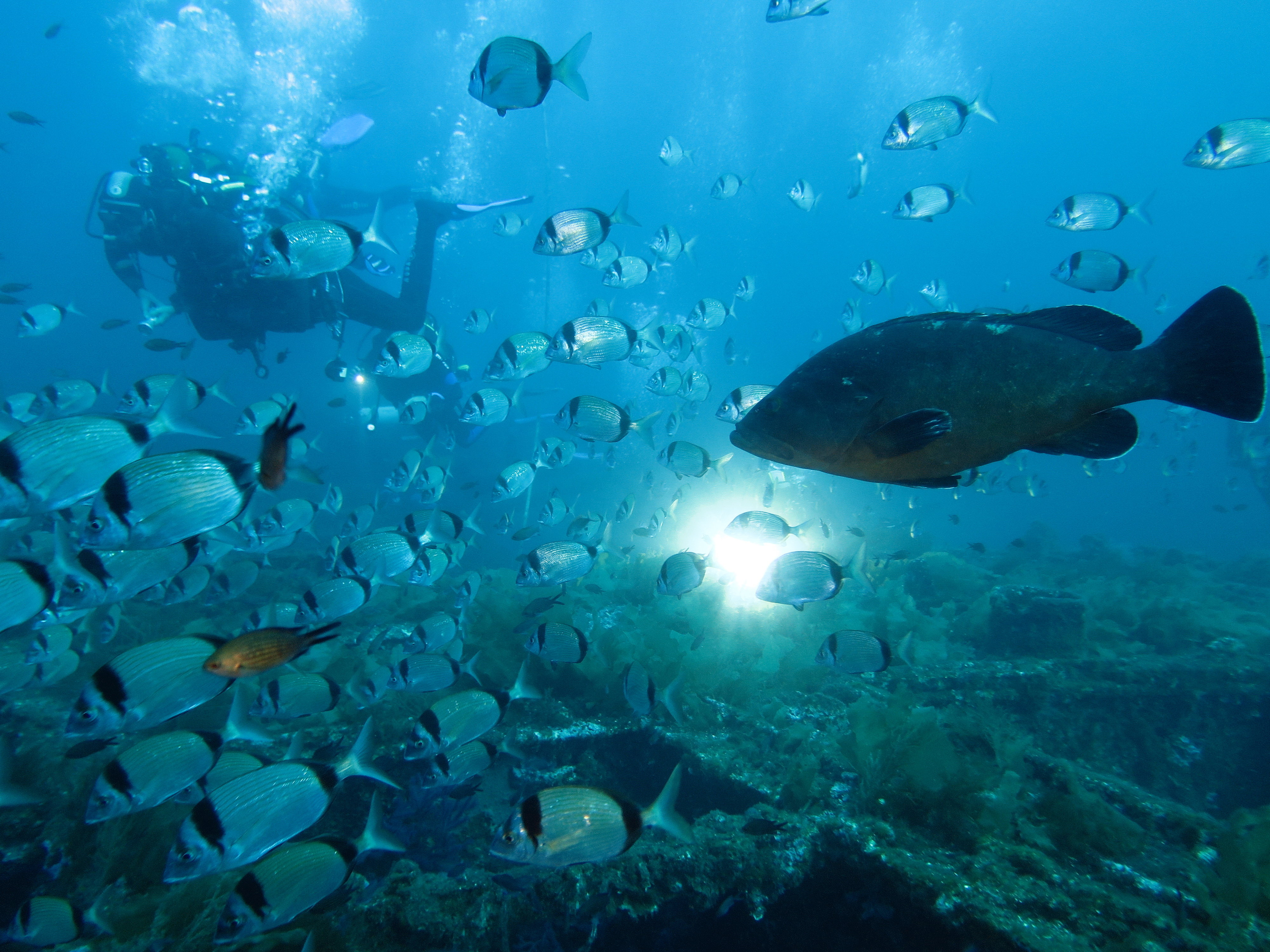
Au dessus des superstructures du pont.
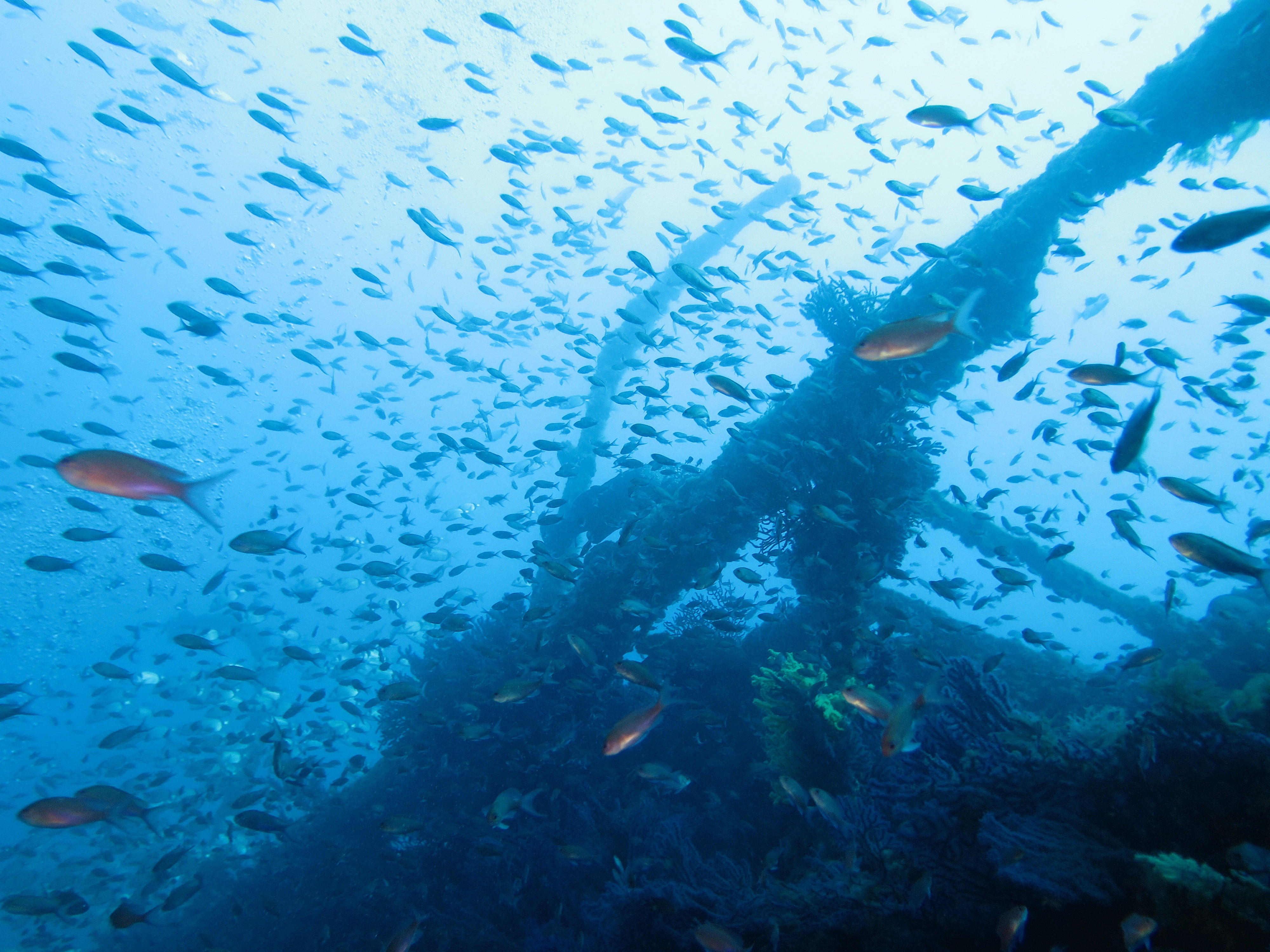
Vue latérale du pont.
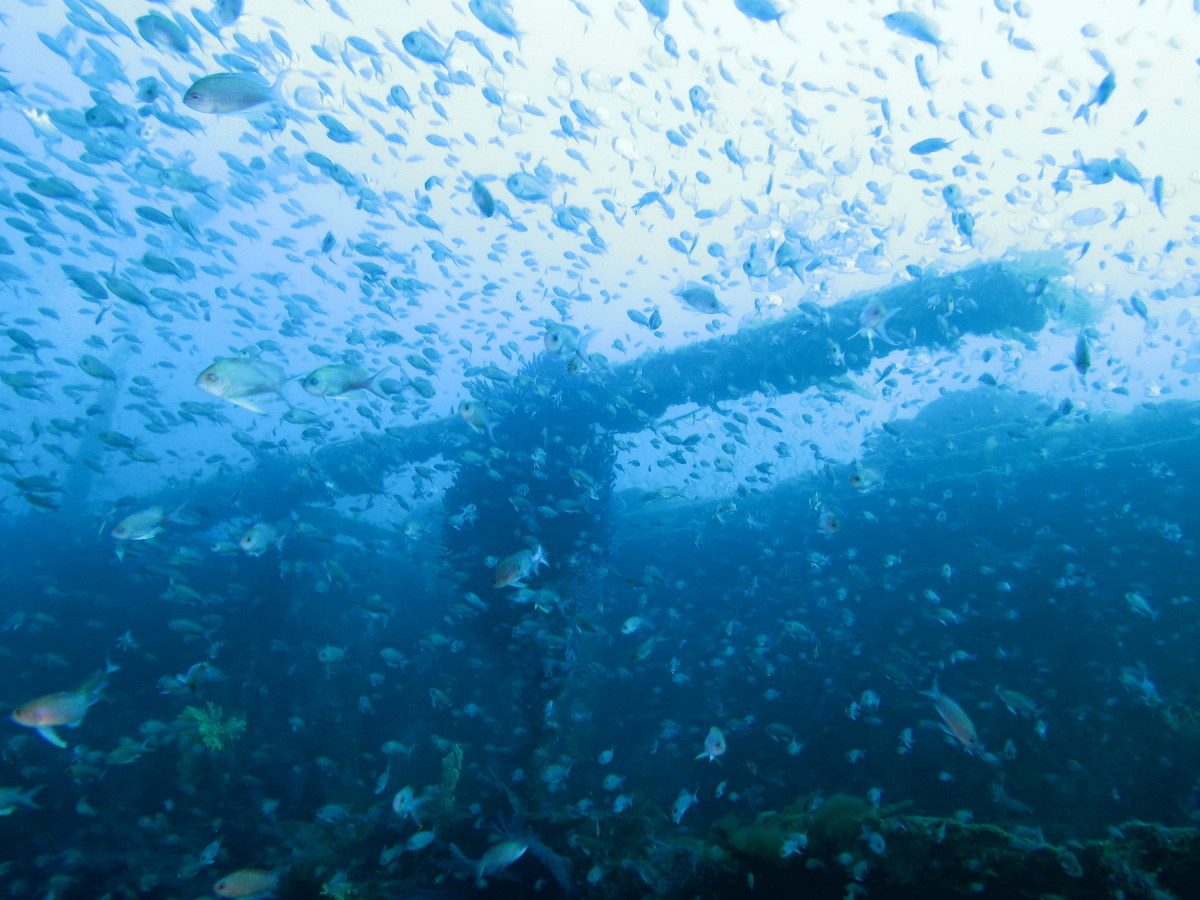
Plongée au niveau de la cassure avant.